# Midt-Telemark
Midt-Telemark est une kommune de Norvège. Elle est située dans le comté de Vestfold et Telemark, son chef-lieu est Bø.

## Description
La commune a été créée le 1er janvier 2020 par la fusion des anciennes communes de Bø et Sauherad et compte aussi les agglomérations de Gvarv, Folkestad et Nordagutu.

## Géographie
La municipalité de Midt-Telemark comprend deux vallées, ainsi qu'une zone montagneuse de 500 à 800 mètres d'altitude, avec le Vardefjell (814 mètres d'altitude) comme plus haut sommet. Une grande forêt vallonnée couvre la partie orientale.
Midt-Telemark compte quatre principaux lacs :
- Eiangen ;
- Heddalsvatnet ;
- Norsjø ;
- Seljordsvatn.

On y trouve aussi la Réserve naturelle de Skrim-Sauheradsfjella, une immense zone forestière, créée en 2008.

## Héraldique
Les armoiries de Midt-Telemark représentent trois violons Hardanger dorés sur un fond bleu. Ces amoiries illustrent le lien de Midt-Telemark avec la musique folklorique.